# Guldstrupig barbett
Guldstrupig barbett (Psilopogon franklinii) är en fågel i familjen asiatiska barbetter inom ordningen hackspettartade fåglar.

## Utseende
Guldstrupig barbett är en 20,5–23,5 cm lång, satt och grön barbett som ofta ter sig blå eller till och med violett. På huvudet syns gult på hjässans mitt och strupen, gråvitt på kinder och nedre delen av strupen samt rött på hjässans främre och bakre del. Från ögat och bakåt syns även en svart ansiktsmask.

## Utbredning och systematik
Guldstrupig barbett delas in i fyra underarter med följande utbredning:
- Psilopogon franklinii franklinii – förekommer från östra Himalaya och nordöstra Indien till södra Kina och norra Vietnam
- Psilopogon franklinii ramsayi – förekommer i östra och sydöstra Myanmar samt nordvästra Thailand
- Psilopogon franklinii trangensis – förekommer i södra Thailand
- Psilopogon franklinii minor – förekommer i västra Malaysia

Halsbandsbarbett (P. auricularis) behandlades tidigare som en underart till guldstrupig barbett och vissa gör det fortfarande.

### Släktestillhörighet
Arten placerades tidigare liksom de allra flesta asiatiska barbetter i släktet Megalaima, men DNA-studier visar att eldtofsbarbetten (Psilopogon pyrolophus) är en del av Megalaima. Eftersom Psilopogon har prioritet före Megalaima, det vill säga namngavs före, inkluderas numera det senare släktet i det förra.

## Status och hot
Arten har ett stort utbredningsområde, men tros minska i antal, dock inte tillräckligt kraftigt för att den ska betraktas som hotad. Internationella naturvårdsunionen IUCN listar arten som livskraftig (LC). Världspopulationen har inte uppskattats men den beskrivs som vanlig till frekvent förekommande.

## Namn
Fågelns vetenskapliga artnamn hedrar James Franklin (1783-1834), major i British Army i Indien, geolog, ornitolog och samlare av specimen.